# Heteragrion icterops
Heteragrion icterops – gatunek ważki z rodziny Heteragrionidae. Występuje na terenie Ameryki Południowej.